# Bidonì
Bidonì (Bidoniu in sardo) è un comune italiano di 115 abitanti della provincia di Oristano in Sardegna, nella regione storica del Barigadu. Insieme a Setzu, Las Plassas, Nureci e Modolo è uno dei comuni più piccoli per superficie (km²) della Sardegna.

## Storia
Area già abitata in epoca nuragica e romana, in epoca medievale nel territorio sorgeva un monastero benedettino, dove ora sorge la chiesa di S. Pietro. Durante il dominio aragonese fu un feudo incorporato nel marchesato di San Vittorio, concesso ai Todde e poi ai Pes. 
Il paese venne riscattato agli ultimi feudatari nel 1839 con la soppressione del sistema feudale, per divenire un comune autonomo amministrato da un sindaco e da un consiglio comunale.
.

### Simboli
Lo stemma e il gonfalone del comune di Bidonì sono stati concessi con decreto del presidente della Repubblica del 16 aprile 2002.
Il gonfalone è un drappo rettangolare di giallo.

## Società

### Evoluzione demografica
Abitanti censiti

### Lingue e dialetti
La variante del sardo parlata a Bidonì è riconducibile alla Limba de mesania.

## Amministrazione
| Periodo         | Periodo         | Primo cittadino | Partito                            | Carica  | Note |
| --------------- | --------------- | --------------- | ---------------------------------- | ------- | ---- |
| 31 maggio 2015  | 26 ottobre 2020 | Ilaria Sedda    | Lista civica "Continuiamo insieme" | Sindaco |      |
| 26 ottobre 2020 | in carica       | Ilaria Sedda    | Lista civica "Insieme si può"      | Sindaco |      |